# Луций Цецилий Метел Дентер
Вижте пояснителната страница за други личности с името Луций Цецилий Метел.
Луций Цецилий Метел Дентер (на латински: Lucius Caecilius Metellus Denter; * 320 пр.н.е.; † 284 пр.н.е.) е политик на Римската република.
Син или племенник е на Квинт Цецилий. Той е пръвият известен с името (cognomen) Метел от gens Цецилии, клон Цецилии Метели.
През 284 пр.н.е. е консул заедно с Гай Сервилий Тука. Дентер e проконсул, когато е убит в битката при Арециум против сеноните.
Той е баща на Луций Цецилий Метел (консул 251 и 247 пр.н.е.).